# Pristimantis flavobracatus
Pristimantis flavobracatus é uma espécie de anfíbio anuro da família Strabomantidae. Está presente no Peru. A UICN classificou-a como deficiente de dados.